# Allégorie de la Simulation
Allégorie de la Simulation – ou La Jardinière au masque – est un tableau du peintre italien Lorenzo Lippi réalisé vers 1640 à Florence. Cette huile sur toile est le portrait en buste d'une jeune femme tenant un masque dans sa main droite et une grenade dans la gauche, ce que la critique comprend désormais comme une allégorie de la Simulation. Entrée dans ses collections par un legs en 1886, l'œuvre est conservée au musée des Beaux-Arts d'Angers, dont c'est l'un des chefs-d'œuvre.